# Callyspongia vincentina
Callyspongia vincentina är en svampdjursart som beskrevs av Hooper och Wiedenmayer 1994. Callyspongia vincentina ingår i släktet Callyspongia och familjen Callyspongiidae. Inga underarter finns listade i Catalogue of Life.